# Magdalenafloden
Magdalenafloden (spanska: Río Magdalena) är en 1 540 kilometer lång flod i västra Colombia i Sydamerika. Floden avvattnar en ca 260 000 km² stor landyta. Magdalenafloden har sin källa i departementet Huila i sydvästra Colombia, i Anderna där Östkordiljäran och Centralkordiljäran delar sig. Floden rinner sedan norrut och mynnar i Karibiska havet vid staden Barranquilla. Mynningen kallas Bocas de Ceniza efter flodvattnets grå färg. Floden är seglingsbar ca 1 000 kilometer och är en viktig transportled.